# موسی‌آباد (کیار)
موسی‌آباد، روستایی در شهرستان کیار و استان چهارمحال و بختیاری است.از مکان‌های دیدنی می‌توان به دریاچهٔ بیجنون ،چشمه ی گلدره ، چشمه ی گنداب ، قله ی یمری (اشکفت سیاه ) ،کوه حکیم (یا کوهکی)، امامزاده بابا اسماعیل  و چشمهٔ علی مردان اشاره کرد. این روستا از غرب در مجاورت سرتشنیز و از شرق با گیشنیزجان همسایه است .
در شمال روستا رودخانه ،مزارع کشاورزی و کوه شِوِرد ،در جنوب روستا کوه های اشکفت سیاه (یمری) و تخته شاهی ،در شرق روستا چشمه ی بیجنون و مزارع کشاورزی و در غرب روستا امامزاده بابا اسماعیل و مزارع کشاورزی واقع شده اند.
این روستا در 35 کیلومتری مرکز استان (شهرکرد ) و در 12 کیلومتری مرکز شهرستان (شلمزار ) واقع شده است .
این روستا دارای یک مدرسه ی ابتدایی فعال  بنام دبستان امام سجاد علیه السلام می باشد .
نهاد های فرهنگی و مذهبی روستا عبارتند از : کانون فرهنگی هنری مخلصین ، پایگاه بسیج شهدا ،هیئت حضرت علی  اکبر علیه السلام ،مسجد حضرت ابوالفضل علیه السلام ،مسجد حضرت صاحب الزمان (عج) و پایگاه بسیج خواهران الزهرا 

## جمعیت
بر پایه سرشماری عمومی نفوس و مسکن در سال ۱۳۹۵ جمعیت این روستا ۵۹۱ نفر (۱۷۹خانوار) بوده‌است.